# Sint-Leo de Grotekerk

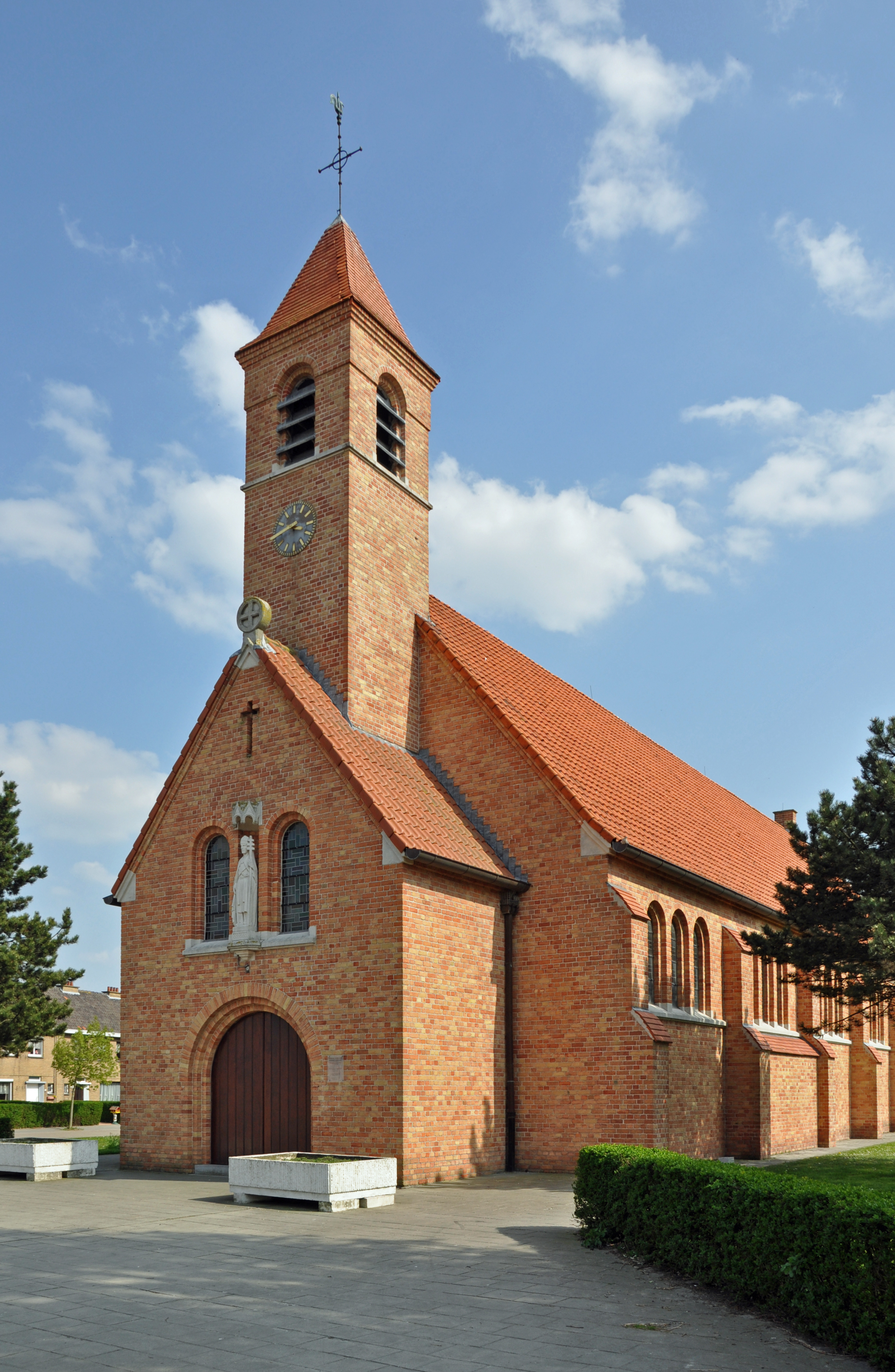
Sint-Leo de Grotekerk

De Sint-Leo de Grotekerk is de parochiekerk van het tot de Brugse deelgemeente Lissewege behorende dorp Zwankendamme, gelegen aan de Lisseweegse Steenweg 75.
Deze kerk werd in 1938 gebouw. Het is een eenvoudig bakstenen zaalkerkje in traditionalistische stijl met neoromaanse elementen. Het voorgebouwde torentje rust op het ingangsportaal onder zadeldak, waarboven zich een beeld van paus Leo de Grote bevindt, dat vervaardigd werd door Karel Lateur.

## Galerij

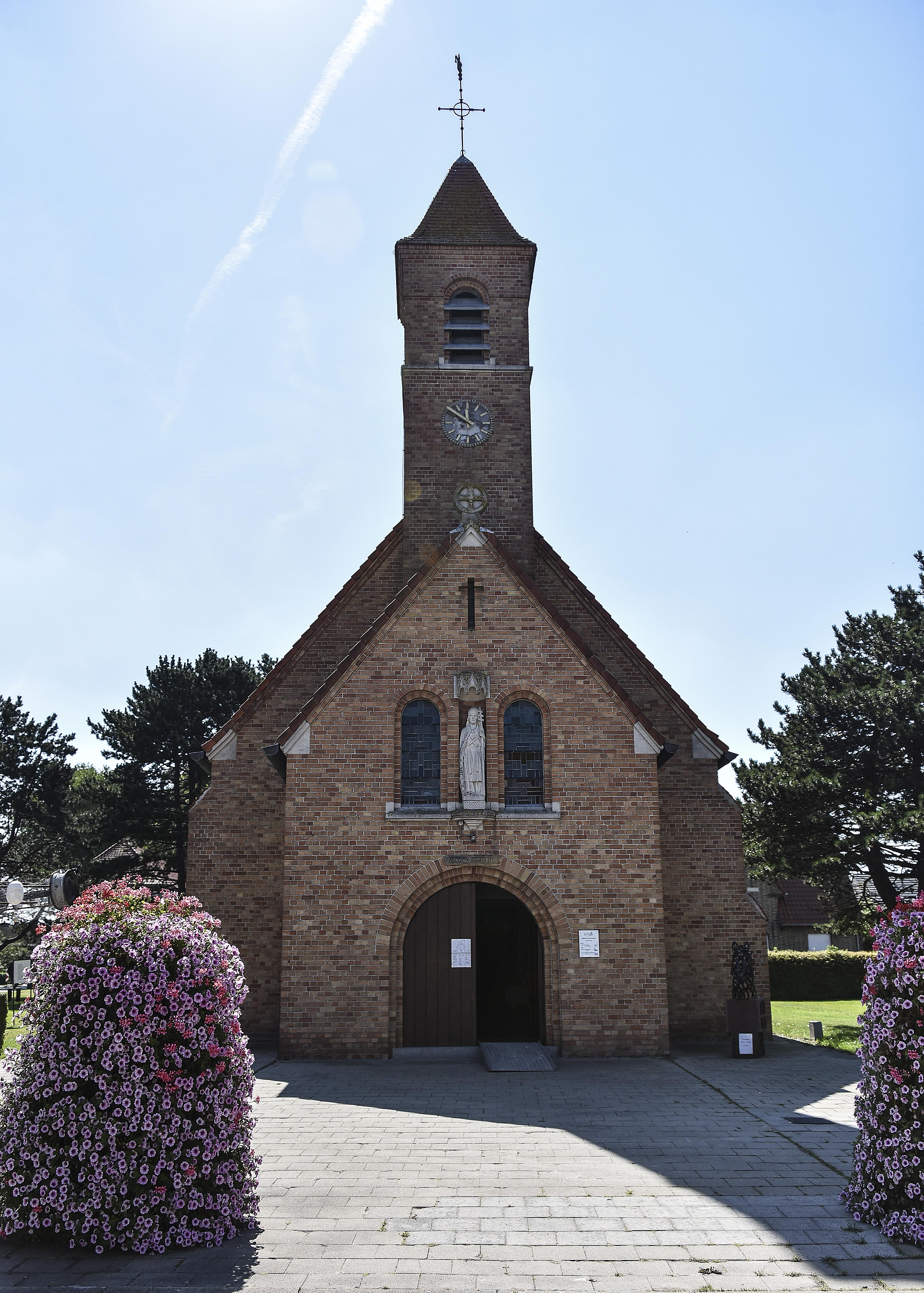
Portaal en toren
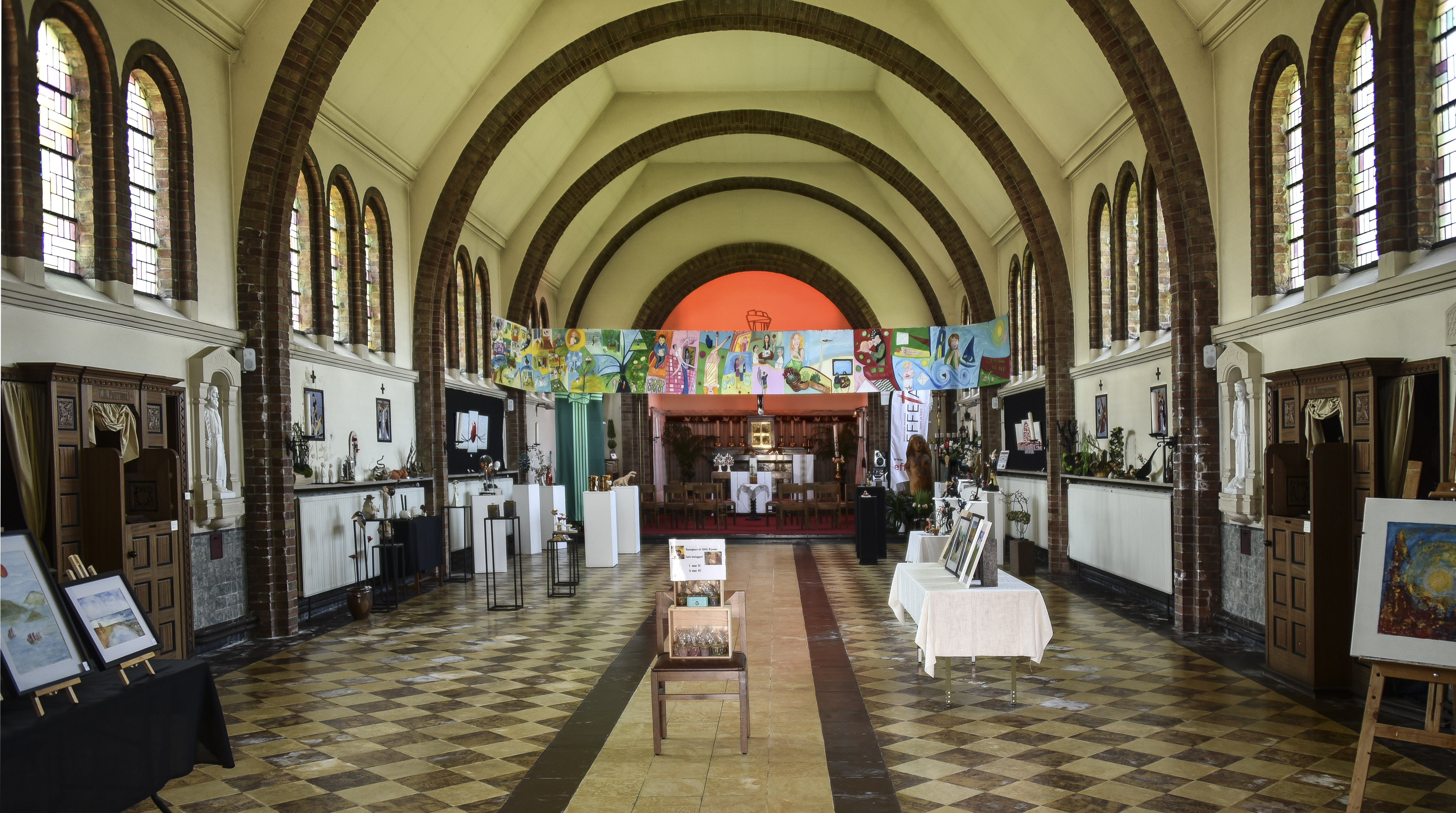
Interieur tijdens een tentoonstelling
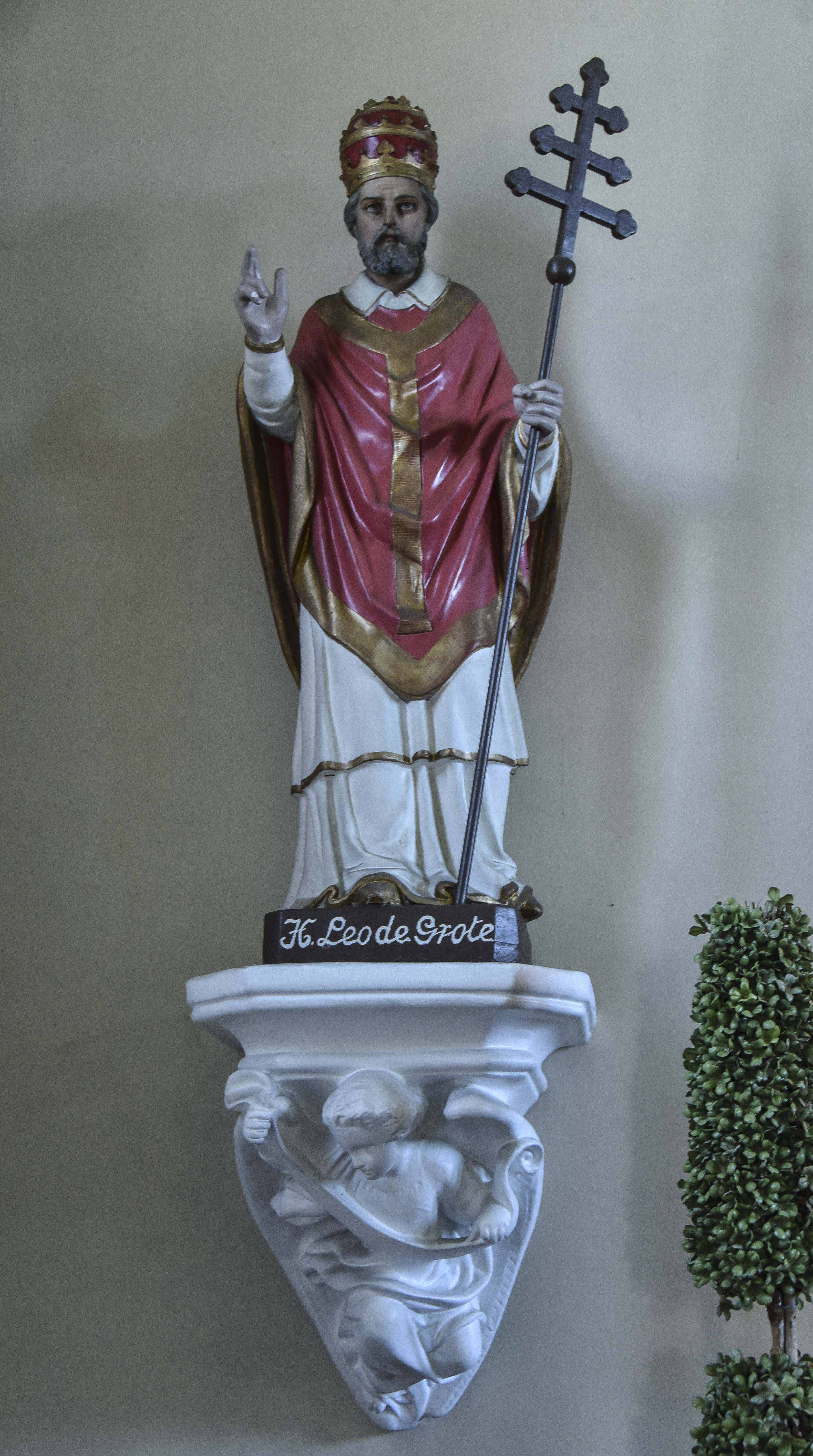
Leo de Grote